# Rajh (priimek)
Rajh je 159. najbolj pogost priimek v Sloveniji, ki ga je po podatkih Statističnega urada Republike Slovenije na dan 31. decembra 2007 uporabljalo 1.046 oseb, na dan 1. januarja 2011 pa 1.032 oseb in je med vsemi priimki po pogostosti uporabe na zasedal 162. mesto.  
- Andrej Rajh, državni sekretar na ministrstvu za infrastrukturo
- Andreja Rajh, pevka
- Bernard Rajh (*1953), jezikoslovec in bibliotekar
- Breda Rajh Divjak, pianistka (PORL)
- Edo Rajh, hrvaških ekonomist
- Eva Rajh (*1985), bohemistka; prevajalka
- Gregor Rajh (*1992), lokostrelec; seizmolog (=?)
- Helena Rajh Snoj (1893—1970), gledališka igralka, koncertna pevka
- Irena Rajh (-Kunaver) (*1963), lutkarica, režiserka
- Jakob Rajh (?—1926?), dr., narodni delavec (brat Štefana)
- Jurij Rajh, zbiralec narodnega blaga
- Leopold Rajh (1930—2011), gospodarstvenik, inovator
- Miha Rajh, podjetnik (PharSol), inovator - biotehnolog
- Mirko Rajh (1887—1941), brigadni general VKJ
- Robi Rajh, jiu-jitsu športnik (mednarodni memorial v Mariboru)
- Slavko Rajh, glasbenik saksofonist
- Sonja Rajh, gospodarstvenica
- Špela Rajh, tenisačica
- Štefan Rajh (1876—?), odvetnik, narodni delavec
- Vekoslav Rajh, veteran
- Zdenka Semlič Rajh, zgodovinarka, arhivistka in bibliotekarka